# TSB Schwäbisch Gmünd
Der Turn- und Sportbund Schwäbisch Gmünd 1844 e. V. (kurz: TSB Schwäbisch Gmünd oder auch nur TSB Gmünd) ist ein Mehrspartenverein und mit 2.500 Mitgliedern der größte Sportverein in Schwäbisch Gmünd und wird zu den ältesten Turn- und Sportvereinen in Deutschland gezählt. 1844 als Turngesellschaft Gmünd gegründet, erhielt der Verein nach mehreren Namenswechseln 1981 durch Fusion mit dem SV Rehnenhof seinen heutigen Namen.
Im Trampolinturnen wurde der Verein 1983, 1985 und 1986 Deutscher Meister. Die Leichtathleten starten zusammen mit sieben weiteren Vereinen seit 1970 in der LG Staufen.

## Geschichte
Die Gründung des heutigen TSB geht auf den „schwäbischen Turnvater“ Johannes Buhl zurück, der bereits in den frühen 1840er Jahren Turnfeste veranstaltete und intensiv für das Turnen warb. Am 10. Juni 1844, seinem 40. Geburtstag, gründete er die Turngesellschaft Gmünd und wurde ihr erster Vorsitzender. Im Dezember 1853 kam es zunächst zur Auflösung des Vereins, doch gelang es Buhl im Februar 1856 erneut, den Turnverein zu organisieren, diesmal als Männerturnverein. Im April 1858 spalteten sich die Arbeiter im Verein nach einem Streit mit den Kaufleuten ab und gründeten ihrerseits die Turngemeinde Gmünd. Buhl blieb Vorsitzender beider Vereine und trug wesentlich zur Wiedervereinigung beider Turnvereine bei, die sich am 9. Januar 1864 als Turnerbund Gmünd neu konstituierten.
Nach dem Tode Buhls trennten sich die Kaufleute vom Turnerbund und gründeten 1883 erneut den Männerturnverein. Erst am 20. März 1919 kam es zur endgültigen Überwindung von Standesunterschieden und der Vereinigung zu einem Turnverein, der sich fortan Turngemeinde Gmünd 1844 nannte.
Ab 1919 wurde aus dem ursprünglichen Turnverein ein Mehrspartenverein, der fortan Sportarten wie Handball, Fechten, Schwimmen und Leichtathletik anbot. Auch Fußball hatte kurzzeitig nach Beitritt von Spielern des FK Suevia Gmünd seine Heimat in der TG.
1972 hatte der Verein über 1.600 Mitglieder und strebte nach einer Fusion zu einem Großsportverein mit etwa 4.000 Vereinsmitglieder. Mit dem 1. FC Normannia Gmünd und dem SV Hussenhofen wurden Gespräche geführt, beide Vereine lehnten eine Fusion jedoch ab. Nur der Tanz-Club Rot-Weiß und der 1950 gegründete Boxring Gmünd schlossen sich dem Verein an und erweiterten das Sportangebot um Tanzen und Boxen.
Am 7. April 1976 kam es zur Fusion mit den 1946 wiedergegründeten Sportfreunden Gmünd, die Fußball und Badminton in die Vereinsehe mitbrachten. Der Verein wuchs so auf 2.200 Mitglieder an und erhielt den Namen Turn- und Sportgemeinde Schwäbisch Gmünd 1844 e. V., als Vereinsfarben wurden Weiß-Blau gewählt.
Die letzte Fusion wurde am 7. Juni 1981 mit dem im Fußball erfolgreichen SV Rehnenhof geschlossen. Der Verein erhielt seinen endgültigen Namen, als Vereinsfarben wurden Gelb (für den SV Rehnenhof) und Blau (für die TSG Schwäbisch Gmünd) gewählt.

## Abteilungen
Der Verein ist in 28 Abteilungen aus Wettkampf- und Breitensport gegliedert (Stand: 2016). Sportlich erfolgreich sind die Leichtathleten in der LG Staufen, die Trampolinturner sowie die Handballer, die den Verein in der Oberliga vertreten.
Die Badmintonspieler spielten 1989/90 in der 2. Bundesliga Süd. Die Fußballer des TSB Gmünd gehörten in den 1980er Jahren der Verbandsliga Württemberg an, spielen aber seit Jahren nur noch auf Kreisebene. Die A-Junioren nahmen als Württembergischer Pokalsieger am DFB-Jugend-Kicker-Pokal 1986/87 teil.

## Wettkampfstätten

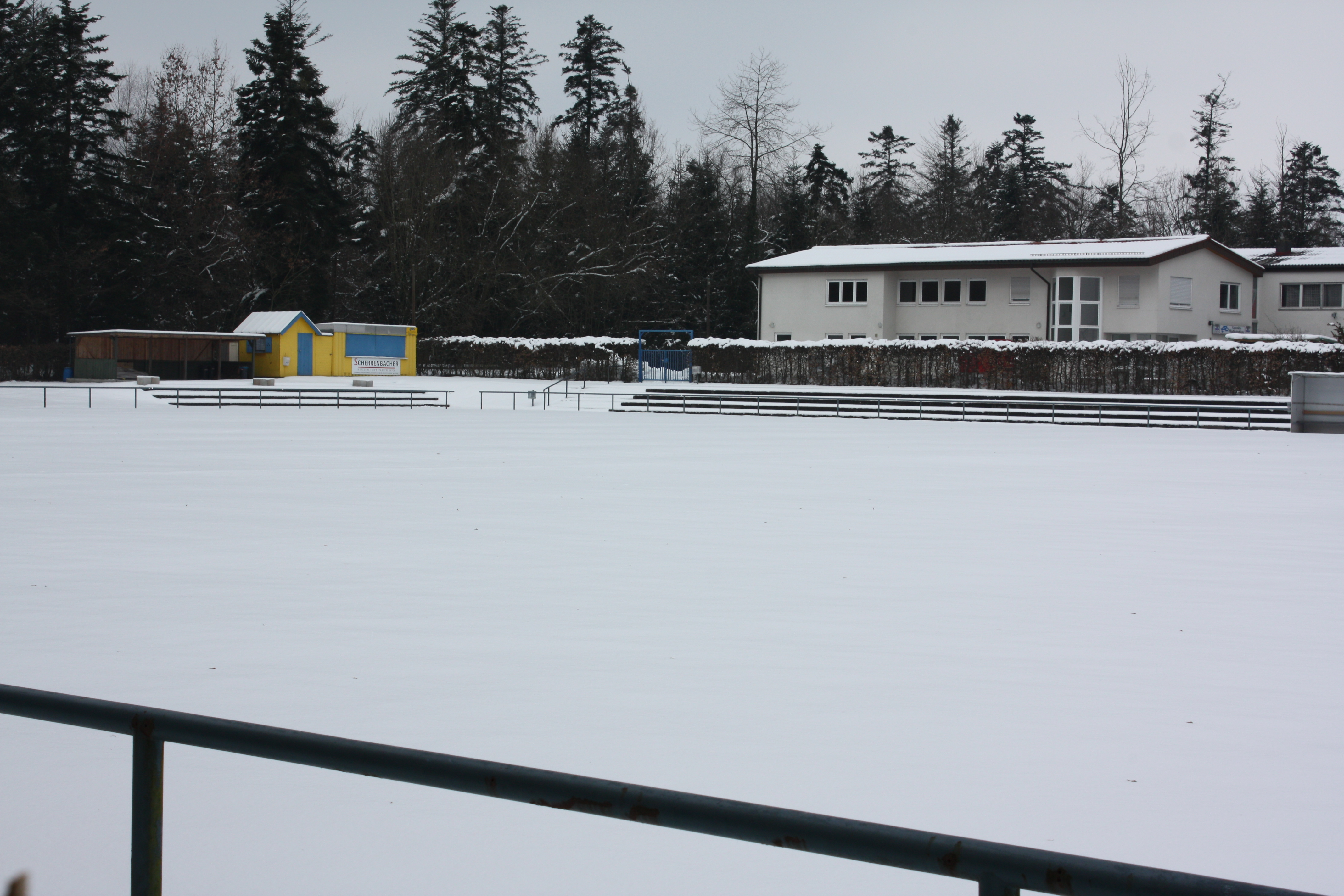
Das „Waldstadion“ im Laichle 2011. Rechts die Geschäftsstelle

- Großsporthalle im Schwerzer (städtisch)
- Sportplatz in der Buchstraße (eröffnet 1912 für die Turngemeinde, vereinseigen. Über einen Verkauf an die Stadt wird verhandelt)
- Waldstadion („Laichle“) in Rehnenhof (eröffnet 1969 für den SV Rehnenhof, vereinseigen)